# Paraglyphesis polaris
Paraglyphesis polaris là một loài nhện trong họ Linyphiidae.
Loài này thuộc chi Paraglyphesis. Paraglyphesis polaris được Kirill Yuryevich Eskov miêu tả năm 1991.